# 9717 Lyudvasilia
9717 Lyudvasilia eller 1976 SR5 är en asteroid i huvudbältet som upptäcktes den 24 september 1976 av den rysk-sovjetiske astronomen Nikolaj Tjernych vid Krims astrofysiska observatorium på Krim. Den har fått sitt namn efter den rysk-sovjetiska författaren och orientalisten Ljudmila Sjaposjnikova (1926–2015).
Asteroiden har en diameter på ungefär fyra kilometer.